# صلاح الدين الصيد
صلاح الدين الصيد هو مخرج ومؤلف تونسي تلفزي من أكثر المخرجين شعبية ونجاح في هذا المجال في تونس. قدم عديد الأعمال التلفزية في آواخر القرن العشرين وبداية القرن الواحد والعشرين. نجح من خلال المسلسلات الدرامية والكوميدية المؤلفة من قبل أهم المؤلفين كـ«علي اللواتي» و«حاتم بالحاج».

## أعماله

### الأعمال التلفزية
- العجلة، نص الحبيب حرار.
- 1980: غسالة النوادر (لعبة سياسية)، نص جليلة بكار ومحمد إدريس والفاضل الجزيري والفاضل الجعايبي والحبيب المسروقي.
- 1992: ليام كيف الريح، نص صلاح الدين الصيد والطاهر الفازع.
- 1992: إعترافات المطر الأخير، نص علي اللواتي.
- 1994: أمواج، نص صلاح الدين الصيد وعلي بن عرفة وعلي منصور وعزيز عبد القادر.
- 1995: حبّوني وإدّللت، نص الطاهر الفازع.
- 1996: الخطاب على الباب (الجزء1)، نص علي اللواتي.
- 1997: الخطاب على الباب (الجزء2)، نص علي اللواتي.
- 1998: عشقة وحكايات، نص علي اللواتي.
- 2000: منامة عروسية، نص علي اللواتي.
- 2002: قمرة سيدي محروس، نص علي اللواتي.
- 2003: عند عزيز، نص حاتم بلحاج.
- 2004: لوتيل، نص حاتم بلحاج.
- 2005: شوفلي حل (الجزء1)، نص حاتم بلحاج.
- 2006: شوفلي حل (الجزء2 و الجزء3)، نص حاتم بلحاج.
- 2007: شوفلي حل (الجزء4)، نص حاتم بلحاج.
- 2008: شوفلي حل (الجزء5)، نص حاتم بلحاج.
- 2009: شوفلي حل (الجزء6)، نص حاتم بلحاج.
- 2010: نسيبتي العزيزة (الجزء1)، نص يونس الفارحي.
- 2011: نسيبتي العزيزة (الجزء2)، نص يونس الفارحي.
- 2012: دار الوزير، نص يونس الفارحي.
- 2013: نسيبتي العزيزة (الجزء3)، نص يونس الفارحي.
- 2014: نسيبتي العزيزة (الجزء4)، نص يونس الفارحي.
- 2015: نسيبتي العزيزة (الجزء5)، نص يونس الفارحي.
- 2016: نسيبتي العزيزة (الجزء6)، نص يونس الفارحي.
- 2017: نسيبتي العزيزة (الجزء7)، نص يونس الفارحي.
- 2018: نسيبتي العزيزة (الجزء8)، نص يونس الفارحي.

### كتابة السيناريو
- 1992: ليام كيف الريح بمشاركة الطاهر الفازع.
- 1994: أمواج بمشاركة الشاذلي بن يونس وعزيز عبد القادر وعلي بن عرفة وعلي منصور.
- 2012: دار الوزير مع سامية عمامي ويونس الفارحي.

## الوفاة
توفي بتاريخ 29 يونيو 2020 عن عمر ناهز 72 سنة.

## روابط خارجية
- صلاح الدين الصيد على موقع IMDb (الإنجليزية)
- صلاح الدين الصيد على موقع قاعدة بيانات الفيلم (الإنجليزية)